# Шлюкич, Андрия
А́ндрия Шлю́кич (серб. Андрија Шљукић / Andrija Šljukić; род. 8 сентября 1995, Белград)— сербский гребец, выступает за национальную сборную Сербии по академической гребле начиная с 2013 года. Участник летних Олимпийских игр в Рио-де-Жанейро, многократный призёр юниорских и молодёжных европейских первенств, участник Средиземноморских игр в Мерсине, победитель и призёр многих регат национального значения.

## Биография
Андрия Шлюкич родился 8 сентября 1995 года в Белграде. Активно заниматься греблей начал в возрасте одиннадцати лет в 2006 году, проходил подготовку в столичном гребном клубе «Партизан».
Дебютировал на международной арене в сезоне 2008 года, на юношеской регате в немецком Бранденбурге попал в десятку сильнейших. В 2011 году выступал на чемпионате мира среди юниоров в Итоне, но был здесь далёк от попадания в число призёров. Год спустя в двойках безрульных завоевал бронзовую медаль на юниорском мировом первенстве болгарском Пловдиве. Ещё через год на аналогичных соревнованиях в Литве выиграл серебряную медаль в одиночках. В 2013 году впервые вошёл в основной состав сербской национальной сборной по академической гребле и побывал на Средиземноморских играх в Мерсине, где в зачёте одиночек занял четвёртое место, остановившись в шаге от призовых позиций.
В 2015 году Шлюкич стал серебряным призёром молодёжного чемпионата мира в Пловдиве, принял участие во взрослых европейском первенстве в Познани и мировом первенстве в Эглебетт-ле-Лак.
Благодаря череде удачных выступлений в 2016 году Андрия Шлюкич удостоился права защищать честь страны на летних Олимпийских играх в Рио-де-Жанейро, выступал здесь в программе двоек парных совместно с Марко Марьяновичем. На предварительном квалификационном этапе они заняли лишь четвёртое место, но через дополнительный этап всё же сумели пробиться в полуфинальную стадию, где впоследствии финишировали пятыми и отобрались тем самым в утешительный финал «Б». В утешительном финале «Б» показали на финише четвёртый результат и, таким образом, расположились в итоговом протоколе соревнований на десятой строке.